# Assembly Rooms (Derby, Derbyshire)
Die Assembly Rooms sind ein Gebäude in der englischen Stadt Derby im Derbyshire. Das 1977 anstelle eines durch einen Brand in Mitleidenschaft gezogenen Vorgängerbaus wieder eröffnete Theater, das zugleich auch als Veranstaltungsort genutzt wurde, liegt am zentralen Marktplatz der englischen Stadt. Im Zuge eines Brandes auf dem Dach des anhängenden Parkhauses im März 2014 wurde das Gebäude stillgelegt und verschiedene Konzepte zur Errichtung eines Neubaus und später zur Sanierung des Gebäudes vorgelegt. Die im Dezember 2018 schließlich genehmigte Sanierung wurde im Januar 2020 aufgrund einer Budgetüberschreitung auf Eis gelegt.

## Geschichte
Im Jahr 1963 wurden die alten Assembly Rooms durch einen Brand beschädigt. Bis 1968 wurden Pläne für eine Neu-Errichtung eines Veranstaltungsortes erstellt, man entschied sich schließlich für die Nordseite des Marktplatzes der Stadt als Bauort. Infolgedessen rief der Gemeinderat einen Architekturwettbewerb aus, durch diesen bis zum April 1970 dreizehn Vorschläge eingereicht wurden. Es gewann schließlich ein Vorschlag des Architekturbüros Casson, Codnor and Partners. Der Vorschlag hatte ein Teil der alten Fassade der Assembly Rooms mit eingebaut, die Fassade wurde jedoch schlussendlich dort abgerissen und im Crich Tramway Village wieder errichtet. Der Vorschlag war im Stile des Brutalismus gehalten und kostete vier Millionen Pfund Sterling, die durch eine Erhöhung der Gemeindesteuer getilgt wurden. Das Gebäude war als Multifunktionshalle geplant und sollte geräumige Foyers, Bars und andere Restaurants, ein paar Geschäfte sowie ein Parkhaus umfassen. Im Sommer 1972 wurde das als Multifunktionshalle geplante Gebäude angefangen, errichtet zu werden; anfangs hatte man den Sommer 1975 als Fertigstellungstermin im Blick. Doch durch Probleme und Rückschläge verschob sich die Fertigstellung auf 1977. Da in diesem Jahr das Jubiläum der Krönung von Elisabeth II. gefeiert wurde und die Stadt Derby fortan den Status als City innehatte, gab es Pläne, die neue Veranstaltungshalle Royal Assembly Rooms, Queen Elizabeth Hall oder Queen's Silver Jubilee Hall zu nennen. Diese Vorschläge wurden zugunsten des Namens Assembly Rooms nicht beachtet. Die neuen Assembly Rooms wurden schließlich am 9. November 1977 durch Elizabeth Bowes-Lyon, der Mutter von Queen Elizabeth, im Rahmen einer Festgala, bei dem auch das Royal Philharmonic Orchestra spielte, wiedereröffnet. Am 9. November 2002 wurde das 25. Jubiläum durch einen Tag der offenen Tür gefeiert.
Am 14. März 2014 wurde das Gebäude durch einen Brand beschädigt, wodurch das Gebäude evakuiert werden musste, da wenige Stunden später eine Aufführung des Stückes Ballroom To Broadway geplant war. Der Brand brach in einem Haustechnikraum auf dem Dach eines benachbarten, angeschlossenen Parkhauses aus, als eine Kühlanlage überhitzte. Die Allgemeinheit ging nach dem Brand davon aus, dass die Assembly Rooms kaum Schaden genommen hätten, allerdings verhinderten zahlreiche Probleme eine schnelle Öffnung; im April wurde eine Schließung für mindestens achtzehn Monate bekannt gegeben. So war der essentiell wichtige Haustechnikraum vollständig zerstört, zudem wurden die Klimaanlage, die Heizung sowie die Wasser- und Gassysteme des Gebäudes beschädigt. Außerdem gab es Brandschutzprobleme. Davon abgesehen hätten binnen der nächsten zehn Jahre das Dach und die Stahlbewehrung ersetzt werden müssen. Hinzu kamen finanzielle Probleme; der Betrieb des Gebäudes war, durch die geringe Anzahl an Sitzplätzen und hohe Instandhaltungskosten, nicht mehr wirtschaftlich. Kurz danach, am 5. März 2015, wurde das Gebäude von dem damals durch die Labour Party geführten Council stillgelegt und es wurden verschiedene Möglichkeiten in Betracht gezogen, wie man mit dem Gebäude bzw. eines Neubaus verfährt. Nachdem im September 2017 erste Pläne vorgestellt wurden, fand in den nächsten Monaten eine öffentliche Befragung über die Pläne statt. Im Januar 2018 gab das Council bekannt, dass das Gebäude abgerissen werden und an dessen Stelle eine neue Austragungsstätte mit 3.000 Sitzplätzen samt Parkhaus entstehen soll. Dieses sollte Teil eines kulturellen Stadtviertels rund um den Marktplatz der Stadt werden. Das Budget sollte 44 Millionen Pfund Sterling betragen und der Neubau im Herbst 2022 abgeschlossen werden.

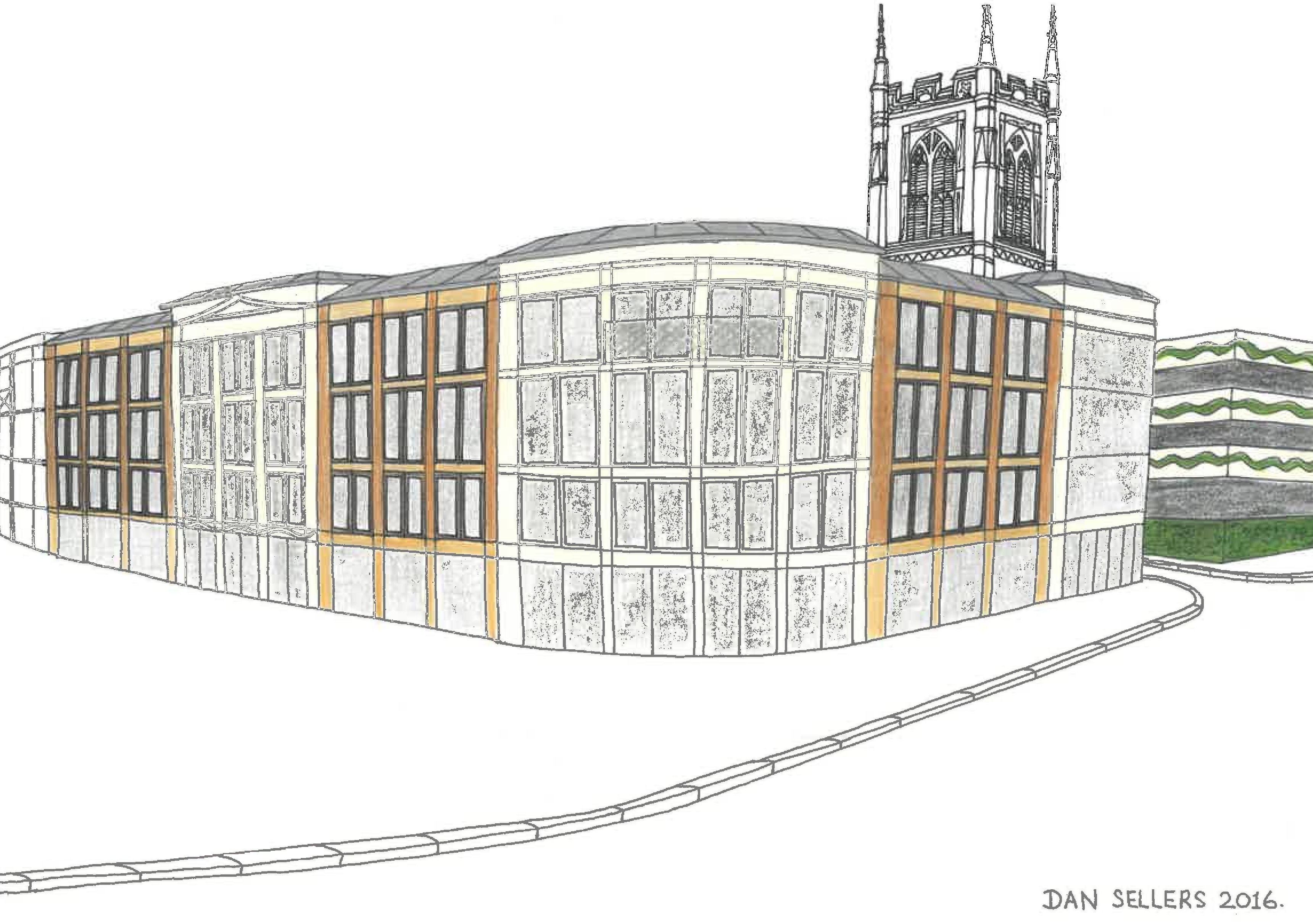
Mögliches Konzept der Gestaltung nach der Sanierung; im Hintergrund die Kathedrale von Derby

Nachdem im Mai desselben Jahres die Conservative Party die Mehrheit im Council übernommen hatte, wurde nun die Sanierung des Objektes geplant, die im Dezember 2018 mit einem Budget von 24 Millionen Pfund Sterling genehmigt wurde. Den Assembly Rooms sollte dabei eine Schlüsselrolle im sogenannten City Centre Masterplan 2030, der darauf abzielt, das Stadtzentrum wieder zu beleben, zuteilwerden. Sie sollte im Herbst 2020 abgeschlossen sein. 2019 wurde die Sanierung kurzzeitig auf grundlegende Instandhaltungsmaßnahmen beschränkt, da das Council das Vertrauen in private Projektleiter verlor. Das Ende der Sanierung wurde um zwölf Monate auf 2021 nach hinten verschoben. Im Oktober 2019 bekam das Projekt einen Zuschuss von knapp 4,5 Millionen Pfund aus einer lokalen Wirtschaftspartnerschaftsiniative.
Mitte Januar 2020 wurde die Sanierung jedoch gestoppt, als sich die Kosten um weitere sechs Millionen Pfund Sterling erhöhten. In einem Statement äußerte sich das Council, dass trotz Aussagen von Beratern, dass das Budget eingehalten werden wird, gemäß einem vom Council in Auftrag gegebenen Bericht die Kosten mehr als 30 Millionen Pfund betragen könnten. Dies stelle den Business-Case des Projektes in Frage, so der Vorsitzende des Councils. Da man dies dem Steuerzahler nicht zumuten wolle, wurde die Sanierung gestoppt. Der Vorsitzende bedauerte, dass so ein wichtiger Beitrag zur Steigerung der Vitalität im Stadtzentrum wegfallen würde und nun verschiedene Optionen geprüft werden würde. Die Vorsitzende der Labour-Fraktion meinte, dass „zwei Jahre Zeit, Ressourcen und Geld verschwendet wurden.“ Dass Council visierte anschließend den Neubau einer Veranstaltungsstätte an einem Ort der Stadt und gleichzeitig den Abriss der Assembly Rooms an.

## Veranstaltungen
Über die Jahre hinweg wurde das Theater neben den regulären Spielzeiten auch als Veranstaltungsort für verschiedene Musiker genutzt. So gastierten in den Assembly Rooms unter anderem Elton John, Tony Bennett, die Manic Street Preachers, Iron Maiden und Take That. Ebenso dienten die Assembly Rooms als Austragungsort mehrerer Snookerturniere, so beispielsweise von 1980 bis 1993 für die British Open.